# Mohammed Fuseini
Mohammed Gadafi Fuseini (16 maggio 2002) è un calciatore ghanese, attaccante dell'Union Saint-Gilloise.

## Caratteristiche tecniche
Giocatore molto rapido, ricopre il ruolo di ala destra.

## Carriera

### Club
Cresciuto nella Right to Dream Academy in Ghana, l'8 febbraio 2022 viene acquistato dallo Sturm Graz, che lo aggrega alla propria squadra riserve militante in Regionalliga. Ha esordito il 6 marzo nell'incontro vinto 2-1 contro lo Spittal/Drau e cinque giorni dopo ha segnato il primo gol nella trasferta vinta 6-0 contro il Weiz.
Il 9 agosto 2022 ha esordito in prima squadra nell'incontro di qualificazione per la Champions League perso 2-1 contro la Dinamo Kiev. Il 18 settembre seguente ha realizzato invece la sua prima rete, contro l'Austria Lustenau. Ormai stabilmente in prima squadra, il 29 novembre ha rinnovato il contratto fino al 2026.
Il 28 gennaio 2024 è stato ceduto in prestito fino al termine della stagione al Randers. Il 31 marzo ha messo a segno una tripletta nell'incontro di Superligaen vinto 6-1 contro il Lyngby.

### Nazionale
Il 28 maggio 2025 fa il suo esordio con la nazionale ghanese, nella gara persa 1-2 contro la Nigeria del torneo amichevole Unity Cup. Il 31 maggio successivo segna la sua prima rete in nazionale, alla seconda presenza, nella vittoria per 4-0 contro Trinidad e Tobago sempre del suddetto torneo.

## Statistiche

### Presenze e reti nei club
Statistiche aggiornate al 25 maggio 2025.
| Stagione             | Squadra              | Campionato           | Campionato | Campionato | Coppe nazionali | Coppe nazionali | Coppe nazionali | Coppe continentali | Coppe continentali | Coppe continentali | Altre coppe | Altre coppe | Altre coppe | Totale | Totale | Totale |
| Stagione             | Squadra              | Comp                 | Pres       | Reti       | Comp            | Pres            | Reti            | Comp               | Pres               | Reti               | Comp        | Pres        | Reti        | Pres   | Reti   |        |
| -------------------- | -------------------- | -------------------- | ---------- | ---------- | --------------- | --------------- | --------------- | ------------------ | ------------------ | ------------------ | ----------- | ----------- | ----------- | ------ | ------ | ------ |
| feb.-giu. 2022       | Sturm Graz II        | RL                   | 14         | 3          | -               | -               | -               | -                  | -                  | -                  | -           | -           | -           | 14     | 3      |        |
| 2022-2023            | Sturm Graz II        | 2L                   | 20         | 8          | -               | -               | -               | -                  | -                  | -                  | -           | -           | -           | 20     | 8      |        |
| 2023-gen. 2024       | Sturm Graz II        | 2L                   | 3          | 0          | -               | -               | -               | -                  | -                  | -                  | -           | -           | -           | 3      | 0      |        |
| Totale Sturm Graz II | Totale Sturm Graz II | Totale Sturm Graz II | 37         | 11         |                 | -               | -               |                    | -                  | -                  |             | -           | -           | 37     | 11     |        |
| 2022-2023            | Sturm Graz           | BL                   | 7          | 2          | CA              | 2               | 0               | UCL+UEL            | 1+2                | 0                  | -           | -           | -           | 12     | 2      |        |
| 2023-gen. 2024       | Sturm Graz           | BL                   | 11         | 1          | CA              | 1               | 0               | UCL+UEL            | 1+2                | 0                  | -           | -           | -           | 15     | 1      |        |
| Totale Sturm Graz    | Totale Sturm Graz    | Totale Sturm Graz    | 18         | 3          |                 | 3               | 0               |                    | 6                  | 0                  |             | -           | -           | 27     | 3      |        |
| gen.-giu. 2024       | Randers              | SL                   | 6+10       | 1+8        | CD              | -               | -               | -                  | -                  | -                  | -           | -           | -           | 16     | 9      |        |
| 2024-2025            | Union Saint-Gilloise | D1                   | 23+10      | 6+3        | CB              | 2               | 1               | UCL+UEL            | 1+8                | 0+1                | SB          | -           | -           | 44     | 11     |        |
| Totale carriera      | Totale carriera      | Totale carriera      | 104        | 32         |                 | 5               | 1               |                    | 15                 | 1                  |             | -           | -           | 124    | 34     |        |

### Cronologia presenze e reti in nazionale
| Cronologia completa delle presenze e delle reti in nazionale ― Ghana | Cronologia completa delle presenze e delle reti in nazionale ― Ghana | Cronologia completa delle presenze e delle reti in nazionale ― Ghana | Cronologia completa delle presenze e delle reti in nazionale ― Ghana | Cronologia completa delle presenze e delle reti in nazionale ― Ghana | Cronologia completa delle presenze e delle reti in nazionale ― Ghana | Cronologia completa delle presenze e delle reti in nazionale ― Ghana | Cronologia completa delle presenze e delle reti in nazionale ― Ghana |
| Data                                                                 | Città                                                                | In casa                                                              | Risultato                                                            | Ospiti                                                               | Competizione                                                         | Reti                                                                 | Note                                                                 |
| -------------------------------------------------------------------- | -------------------------------------------------------------------- | -------------------------------------------------------------------- | -------------------------------------------------------------------- | -------------------------------------------------------------------- | -------------------------------------------------------------------- | -------------------------------------------------------------------- | -------------------------------------------------------------------- |
| 28-5-2025                                                            | Brentford                                                            | Ghana                                                                | 1 – 2                                                                | Nigeria                                                              | Amichevole                                                           | -                                                                    | 90+3’                                                                |
| 31-5-2025                                                            | Brentford                                                            | Trinidad e Tobago                                                    | 0 – 4                                                                | Ghana                                                                | Amichevole                                                           | 1                                                                    | 73’                                                                  |
| Totale                                                               |                                                                      | Presenze                                                             | 2                                                                    |                                                                      | Reti                                                                 | 1                                                                    |                                                                      |

## Palmarès

### Club

#### Competizioni nazionali
- Regionalliga: 1

Sturm Graz II: 2021-2022
- Coppa d'Austria: 1

Sturm Graz: 2022-2023
- Campionato belga: 1

Union Saint-Gilloise: 2024-2025